# Moneta triquetra
Moneta triquetra är en spindelart som beskrevs av Simon 1889. Moneta triquetra ingår i släktet Moneta och familjen klotspindlar.
Artens utbredningsområde är Nya Kaledonien. Inga underarter finns listade i Catalogue of Life.